# Pia Hansen
Pia Carina Hansen (ur. 25 września 1965) – szwedzka strzelczyni sportowa. Złota medalistka olimpijska z Sydney.
Specjalizowała się w konkurencjach trap i trap podwójny. Brała udział w dwóch igrzyskach (IO 00, IO 04). W 2000 triumfowała w podwójnym trapie. Była medalistką mistrzostw świata i Europy.